# جيسيكا ألين (دراجة)
جيسيكا ألين (بالإنجليزية: Jessica Allen)‏ هي دراجة بريطانية، ولدت في 21 أغسطس 1989.